# Skibsbegravelse
Skibsbegravelse er en gravskik, som er særlig for nordisk yngre jernalder, ved at den døde lægges i en båd eller et skib. Gravene kan være skeletgrave eller brandgrave. De findes først og fremmest i Skandinavien , men også i hele det område som blev omfattet af nordisk migration i løbet af vikingtiden som i Storbritannien, Frankrig og Rusland.
Helt siden bronzealderen kan man følge skibet som en vigtig religiøs metafor, og det afspejles sandsynligvis i denne gravskik. Det mest almindelige er at se skibe, der tager mennesker med sig. En tolkning kan være at skibet skal sejle den døde trygt til dødsriget. Andre opfatter skibe som en direkte betydning, ved at den knyttes til den gældende militære ordning, idet de mindre både skal være det befolkningssegmentet, som var mandskab på skibene for aristokratiet.

## Vikingetidsbegravelser

### Danmark
- Ladbyskibet

### Estland
- Salmeskibene

### Norge
- Gjellestad skibsbegravelse – fra gården af samme navn i Halden. Udgravninger i 2020.[1]
- Gokstadfundet
- Grønhaug
- Myklebustskibet
- Osebergfundet
- Rostadskibet
- Storhøjfundet
- Tuneskibet

### Storbritannien
- Snape – angelsaksisk skibsbegravelse Snape i Suffolk
- Sutton Hoo – angelsaksisk begravelsesplads nær Woodbridge, Suffolk
- Balladoole og Knock y Doonee – vikingebegravelser på Isle of Man[2]
- Port an Eilean Mhòir – den eneste vikingeskibsbegravelse på fastlandet i Storbritannien. Den blev fundet i 2006 og udgravet i 2011.[3]
- Scar skibsbegravelse – vikingebegravelse på Sanday, der er en del af Orkneyøerne.[4]

### Sverige
- Valsgärde
- Vendel

### Tyskland
- Hedeby skibsgrav

### Ukraine
- Den Sorte Grav - den største gravhøj i Tjernihiv